# Palazzina Tommaseo
La palazzina Tommaseo è un edificio di Firenze, situato in piazza d'Azeglio 29, angolo via Luigi Carlo Farini 14.

## Storia e descrizione

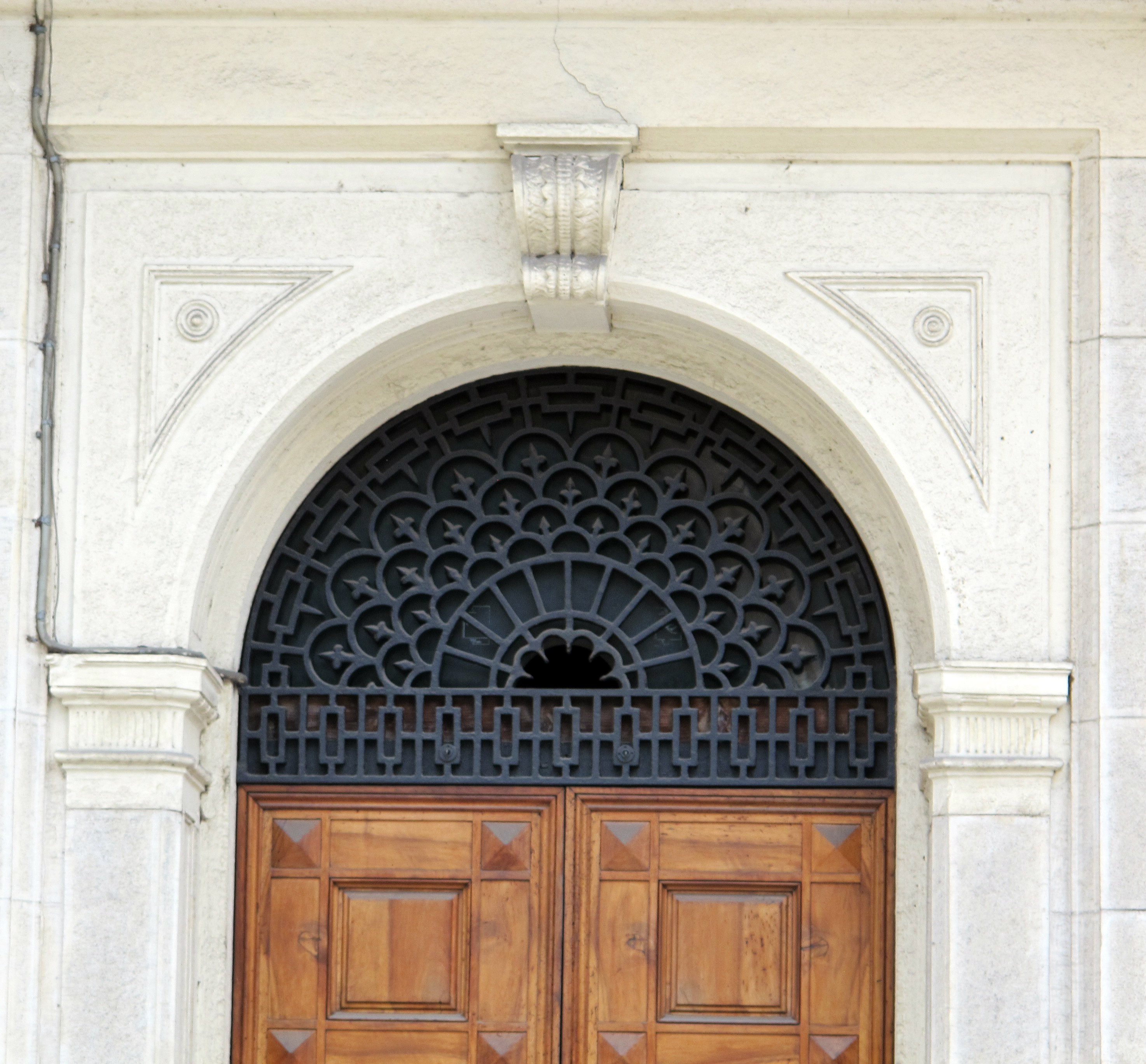
Dettaglio del portale

Eretta tra il 1869 e il 1870 dall'ingegner Giuseppe Acconci come residenza di Niccolò Tommaseo, in realtà non ospitò mai l'illustre personaggio, morto nella sua casa sul lungarno delle Grazie 20 il primo maggio del 1874.
Nel contesto degli edifici della piazza l'edificio sembra svolgere un ruolo minore, dimesso, vuoi per lo scarso aggetto plastico delle cornici e dei ricorsi (ma si vedano anche gli esili colonnini del terrazzino) vuoi per l'uso di una pietra artificiale chiara, che rimanda visivamente al travertino, che poco risalta sugli intonaci ugualmente chiari. Molto probabilmente tale carattere è frutto di un intervento di ampliamento e risistemazione dell'edificio attuato attorno al 1935-1940, quando questo era proprietà Bresciani.